# Drusille Ngako
Drusille Ngako de son vrai nom Drusille Ngako Tchimi, née le 23 juin 1987 à Njombe, est une footballeuse internationale camerounaise jouant au poste de gardienne de but.

## Biographie

### Enfance
Elle est issue d'une famille modeste dans un village du Cameroun.

### Carrière
Elle commence sa carrière dans une équipe locale à Justice FC de Douala puis elle part dans une équipe de deuxième division. En 2000, elle est transférée à Sawa United de Douala, une équipe de première division. En 2012 elle quitte Douala pour Yaoundé et joue à Lorema FC, puis elle s'engage avec le club français de la VGA St-Maur de 2013 à 2014. De 2017 à 2018 elle joue pour le club français du Paris UC. De 2018 à 2022 elle joue pour le RC Saint-Denis, un autre club français.